# Liste des aires protégées de République centrafricaine
Cette page répertorie les aires protégées de la République centrafricaine.

## Liste des parcs nationaux
- Parc national André-Félix, 1960
- Parc national de Bamingui-Bangoran, 1933
- Parc national Dzanga-Ndoki, 1990
- Parc national du Manovo-Gounda St. Floris, 1933
- Parc national Mbaéré-Bodingué, 2007

## Liste des réserves naturelles
- Réserve de la Chinko
- Réserve spéciale de Dzanga-Sangha
- Réserve de faune de Gribingui-Bamingui
- Réserve de faune de la Nana-Barya
- Réserve de faune de Zemongo

## Convention internationales

### Sites Ramsar
La convention de Ramsar est entrée en vigueur en République centrafricaine le 5 avril 2006.
En janvier 2020, le pays compte deux sites Ramsar, couvrant une superficie de 3 763 km2.

### Réserve de biosphère
La République centrafricaine possède deux réserve de biosphère reconnue par l'Unesco : 
- Basse-Lobaye, désignée en 1977, d'un surface de 18 200 ha[1];
- Complexe des Aires Protégées du Nord-Est, désignée en 2023, d'une surface de 115 716 ha[2].